# Coll del Pla de l'Arca
Coll del Pla de l'Arca är ett bergspass i Spanien, på gränsen till Frankrike.   Det ligger i regionen Katalonien, i den östra delen av landet, 600 km öster om huvudstaden Madrid. Coll del Pla de l'Arca ligger 604 meter över havet.
Terrängen runt Coll del Pla de l'Arca är huvudsakligen kuperad, men åt nordost är den bergig. Runt Coll del Pla de l'Arca är det ganska glesbefolkat, med 29 invånare per kvadratkilometer. Närmaste större samhälle är Llers, 18,4 km söder om Coll del Pla de l'Arca. I omgivningarna runt Coll del Pla de l'Arca växer i huvudsak blandskog.